# Barricada (banda)

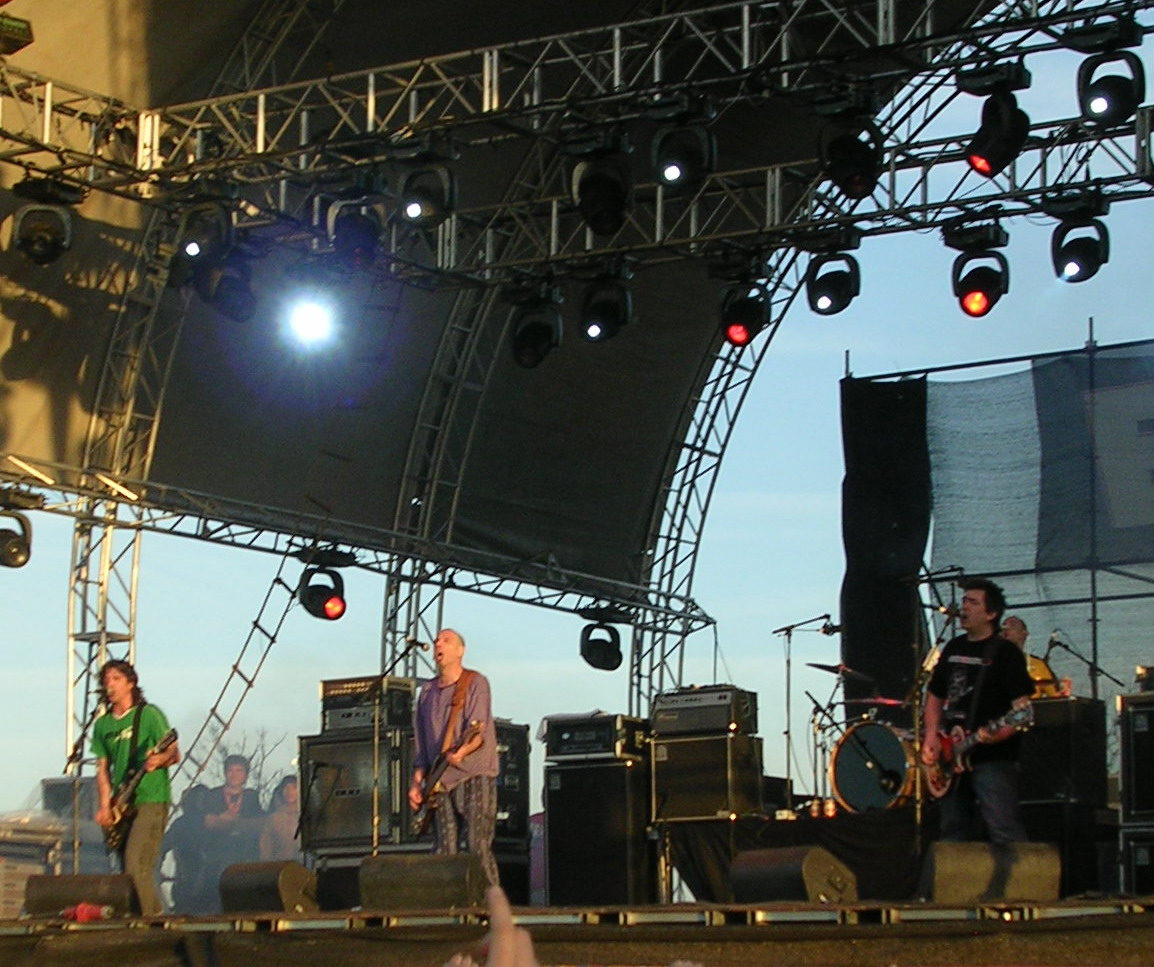
Barricada em "Extremúsica" (2006)

Barricada foi uma banda de hard rock/punk rock espannhola, criada em 1982, que esteve ativa até 2013 em Pamplona (Navarra).

## Ex Membros
- Javier Hernández «Boni»: voz, guitarra e coros (1982-2013)
- Alfredo Piedrafita «Alf»: voz, guitarra e coros (1983-2013)
- Ibon Sagarna «Ibi»: bateria e coros (2002-2013)
- Mikel Astrain: bateria. (1982-1984) †
- Fernando Coronado: bateria. (1984-2002)
- Sergio Oses: guitarra e voz. (1982-1983)
- Enrique Villarreal «El Drogas»: voz, baixo e coros. (1982-2011)

## Discografia
- Noche de Rock&Roll, 1983
- Barrio conflictivo, 1985
- No hay tregua, 1986
- No sé qué hacer contigo, 1987
- Rojo, 1988
- Pasión por el ruido, 1989
- Barricada, 1990
- Barricada 83–85, 1990
- Por instinto, 1991
- Balas blancas, 1992
- La araña, 1994
- Los singles, 1995
- Insolencia, 1996
- Salud y rocanrol, 1997
- Acción directa, 2000
- Bésame, 2002
- Hombre mate hombre, 2004
- Latidos y mordiscos, 2006
- 25 años de rocanrol, (2 CD + 2 DVD), 2008
- Otra noche sin dormir (CD + 2 DVD), com Rosendo e Aurora Beltrán, 2008
- La tierra está sorda, (CD + Libro), 2009
- En la memoria, (CD + DVD), 2010